# Niklas Mattsson
Niklas Mattsson, född 16 mars 1992, är en svensk snowboardåkare som tävlar i slopestyle och big air. Han tog ett silver i slopestyle under Världsmästerskapen i snowboard 2011 samt ett silver i big air i Världsmästerskapen i snowboard 2013.